# Pablito Calvo
Pablo Calvo Hidalgo, mais conhecido por Pablito Calvo, (Madrid, 16 de março de 1948 – Alicante, 1 de fevereiro de 2000) foi um ator infantil e posteriormente empresário e engenheiro industrial espanhol.

## Biografia
Aos sete anos de idade, Pablito Calvo, como ficou mundialmente conhecido, torna-se uma das figuras mais importantes do cinema espanhol por sua atuação em Marcelino Pão e Vinho (1955), dirigido pelo cineasta húngaro Ladislao Vajda. O filme tornou-se um marco na cinematografia melodramática da Europa, que se manteve até a década de 1970.
Pablo chegou ao cinema através de um concurso feito pelo Estudio Chamartín, para a escolha de uma criança que pudesse interpretar o menino Marcelino, personagem do famoso livro escrito por José María Sánchez Silva. Sua avó o levou para a realização das provas. Entre centenas de candidatos, Pablito foi selecionado para o papel.
O filme Marcelino, pan y vino, filmado em 1954, fez de Pablo Calvo uma criança conhecida em todo o mundo. Em 1955, ganhou o Festival de Berlim e recebeu menção honrosa no Festival de Cannes. O ator veio ao Brasil em abril de 1958 para divulgar o filme Totò e Marcelino, dirigido por Antonio Musu. Durante sua visita ao presidente Juscelino Kubitschek no Palácio do Catete, no Rio de Janeiro, Pablito declarou à imprensa que desejava ser engenheiro e não ator, já demonstrando seu desconforto com o estrelato.
Pablo atuou em outros dois filmes com Ladislao Vajda e cinco com outros diretores. Mas nenhum deles conseguiu o sucesso que Marcelino Pão e Vinho obteve. Por isso, após o filme Barcos de papel (1963), seu último longa-metragem, decidiu abandonar a carreira. Depois, prestou o serviço militar e estudou engenharia industrial, profissão que combinou com a atividade empresarial imobiliária, na cidade de Torrevieja, localidade turística da costa de Alicante, onde se estabeleceu em 1986.
Faleceu aos 51 anos em um hospital de Alicante devido a um aneurisma cerebral.

## Filmografia
- Marcelino, pan y vino (Marcelino Pão e Vinho) (1955)
- Mi tío Jacinto (1956)
- Un ángel se paseó por Brooklyn (1957)
- Totò e Marcellino (1958)
- Juanito (1960)
- Alerta en el cielo (1961)
- Dos años de vacaciones (1962)
- Barcos de papel (1963)